# منعكس نفضة الفك
مُنْعَكَسُ نَفْضَةِ الفَكّ أو المنعكس الفكي (بالإنجليزية: Jaw jerk reflex)‏، وهو عبارة عن منعكس تمددي، يُستخدم لاختبار حالة العصب الثلاثي التوائم للمريض (العصب القحفي الخامس) وللمساعدة في التمييز بين انضغاط الحبل الشوكي العنقي العلوي من الآفات الموجودة فوق الثقبة العظمى.
يتم النقر على الفك السفلي عند الزاوية السفلية للفك أسفل الشفتين عند الذقن بينما يُترك الفم مفتوح قليلاً. تستجيب العضلات الماضغة بنفضة بسيطة في الحالات المرضية كآفات  الأعصاب الحركية العلوية. بينما يكون المنعكس غائباً أو ظاهراً بشكلٍ طفيف في الحالات الطبيعية.
يُصنف المنعكس الفكي كمنعكس حركي تمددي. كما هو الحال مع معظم المنعكسات الأخرى، فإن الاستجابة للمحفز هي أحادية القطب، حيث ترسل الخلايا العصبية الحسية من نواة العصب الثلاثي التوائم -والذي يتواجد في الدماغ المتوسط- محاور عصبية إلى النواة الحركية الثلاثية التوائم، والتي بدورها تعصب العضلات الماضغة. يتم استخدام هذا المنعكس للحكم على سلامة الخلايا العصبية الحركية العليا المنبثقة إلى النواة الحركية الثلاثية التوائم. كل من الجوانب الحسية والحركية لهذا المنعكس من خلال العصب القحفي الخامس. 
لا يُعتبر المنعكس الفكي من الفحصوصات العصبية القياسية. يتم إجراء ذلك عندما تكون هناك علامات أخرى على تلف العصب الثلاثي التوائم.
يُستخدم المنعكس في التفريق بين اعْتِلاَلُ النُّخاعِ التَّالي لالْتِهَابِ الفَقارِ العُنُقِيَّة، التصلب اللويحي والتصلب الجانبي الضموري؛ حيث يكون إيجابياً في اعتلال النخاع وسلبياً في الأمراض الأخرى.

## العوامل المؤثرة

### العمر
أظهرت الدراسات أن هناك زيادة طفيفة عامة في الكمون من هذا المنعكس مع تزايد السن. تم تسجيل التراجع الأبرز في نشاط العضلات الماضغة لدى المرضى الذين تتراوح أعمارهم بين 75 سنة وما فوق، والتي قد تكون بسبب الانخفاض في كل من ردود الفعل الوترية والسطحية. كما تشير الدراسة إلى أن 52٪ من كبار السن يعانون من عدم الارتداد العكسي للفك، بمتوسط عمر يناهز 81.8 عامًا.

### الجنس
أظهرت الدراسات أن هناك تأثيرًا كبيرًا للجنس على منعكس الفك. يتم استخدام تخطيط كهربائية العضل لقياس السيلات العصبية داخل العضلة، مما يسمح بتوضيح السيلات وعرضها على الرسم البياني، وتم قياسها على العضلات الماضغة و العضلات الصدغية. أظهرت الإناث سيالات أعلى بكثير - مما يعني أن الحجم كان أكبر - من الذكور. يبدو هذا التباين في النساء ثابتًا، ولا يتأثر بالدورة الشهرية.